# Omozigosi

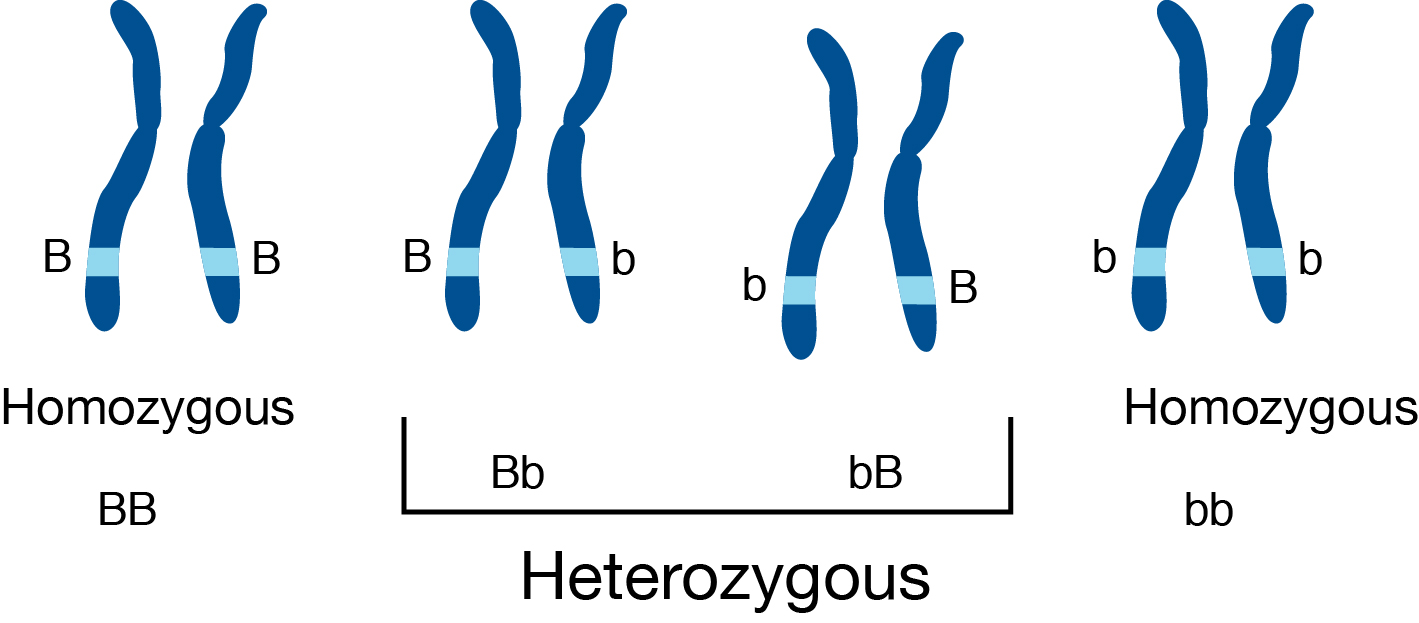
Rappresentazione grafica di due coppie di geni omozigoti e al centro una di geni eterozigoti

La comune rappresentazione di un cromosoma evidenzia al suo interno bande più o meno scure riconducibili alla presenza di materiale genetico più o meno addensato, tali striature sono ciò che noi conosciamo come geni.

## Descrizione
Ogni gene occupa all'interno della struttura cromosomica una posizione ben definita detta locus. Per l'appunto ogni coppia di geni che occupa posizioni corrispondenti lungo il cromosoma può presentare un'identica sequenza nucleotidica (o piccolissime differenze in essa) che si traduce nella comparsa di due varianti per uno stesso carattere (colore più chiaro o più scuro degli occhi). Tali forme di uno stesso gene sono definite alleli.
Se due cromosomi omologhi hanno due alleli identici, si dice che l'organismo è omozigote per quel carattere. Se i due alleli sono differenti l'organismo verrà definito eterozigote ("coppia di diversi") per quel determinato carattere. In generale gli alleli possono essere dominanti (indicati solitamente da lettere maiuscole), o recessivi (indicati da lettere minuscole). Pertanto l'individuo diploide potrà essere rispettivamente omozigote dominante (AA) o omozigote recessivo (aa). Spesso per convenzione, nel fenotipo dominante, la lettera iniziale di ogni allele viene indicata con il termine inglese di derivazione. 
Questa convenzione la ritroviamo in particolar modo negli studi riguardanti la genetica delle piante per indicare ad esempio i caratteri rappresentativi di specie diverse, lisce (SS) o rugose (ss) dei piselli dove S equivale al termine inglese "smooth" cioè "liscio".
Si parla di omozigote dominante (AA) quando un individuo possiede, per un singolo gene, due alleli uguali dominanti; un omozigote dominante è fenotipicamente uguale a un eterozigote, ed è quindi più difficile l'individuazione: per identificare il genotipo di un individuo si può ricorrere al test cross o reincrocio.
Si parla invece di omozigote recessivo (aa) quando un individuo possiede, per un solo gene, due alleli uguali recessivi; un omozigote recessivo ha un fenotipo unico nel suo genere ed è quindi di immediata individuazione. Essendo ciascun individuo composto da cellule contenenti tutte lo stesso patrimonio genetico, il termine omozigote si riferisce sia all'individuo nel complesso sia alle cellule che lo compongono.

## Storia
La parola omozigosi deriva dalla fusione dei termini del greco ὁμός ("uguale", "stesso") e ζυγωτός (letteralmente "aggiogato", in biologia col significato di "cellula fecondata"), quindi "coppia di cellule uguali". L'omozigosi è stata spiegata da Johann Gregor Mendel (1822-1884), monaco boemo nel monastero di Brno, fu il primo a studiare scientificamente l'ereditarietà biologica.
Fino alla fine dell'Ottocento a causa del prevalere delle ideologie filosofico-naturalistiche (unitarietà e continuità della natura) Mendel rimase incompreso, verso la fine del secolo però queste concezioni furono screditate e sormontate dall'affermarsi in chimica della teoria atomica e dalle teorie darwiniane ne "L'origine delle Specie". Al monaco si deve la comparsa di un nuovo metodo di approccio per lo studio della genetica in cui si applica per la prima volta il calcolo statistico-matematico della probabilità allo studio dei meccanismi di ereditarietà.
Secondo Mendel ogni individuo ha caratteristiche uniche come il colore degli occhi, dei capelli, la forma del naso, tutti questi caratteri sono ereditati ed ereditabili cioè trasmessi biologicamente di generazione in generazione attraverso le informazioni contenute nei geni.
Mendel formulò i tre principi fondamentali dell'ereditarietà
- La legge dell'assortimento indipendente
- La legge della segregazione
- La legge dell'uniformità degli ibridi

Alla base degli studi e delle ricerche svolte dal monaco c'era un'idea innovativa secondo cui il fenomeno dell'ereditarietà è attribuibile a fattori particellari specifici presenti in entrambi i genitori. Tale idea risultava essere alquanto azzardata a quel tempo; solamente nel 1903 ai caratteri ipotizzati dal monaco venne attribuito il nome di geni.
Le teorie dell'ereditarietà proposte dagli studi di Mendel, valide tutt'oggi, si basano sull'osservazione e lo studio delle piante di pisello (tramite incroci). Egli pianificò i suoi esperimenti per individuare solamente differenze ereditarie nette studiando i discendenti non solo della prima generazione e della seconda, ma anche delle successive.
Dai vari esperimenti Mendel formulò le leggi precedentemente citate:
- Legge della dominanza: incrociando tra loro due individui di linea pura, uno omozigote dominante YY e uno omozigote recessivo yy, entrambi per lo stesso gene, si ottengono nella prima generazione filiale, F1, solo individui che manifestano fenotipo dominante mentre quello recessivo rimane nascosto.

- Legge della segregazione: nella seconda generazione filiale, F2, riappariva il fenotipo scomparso nella generazione precedente. Mendel chiamò il carattere determinante questo fenotipo recessivo. La F2 era composta da fenotipi sia dominanti sia recessivi, legati dal rapporto 3:1. Ciò si spiegava ammettendo che i due fenotipi fossero determinati da fattori separati. Questi fattori, detti alleli, si trovavano nelle piante F1 in coppie: un allele è ereditato dal padre e l'altro dalla madre.

La F1, dovendo avere entrambi i caratteri, è stata chiamata eterozigote e manifesta nel suo fenotipo solo l'allele dominante.

## Omozigosi e consanguineità
Un aumento dell'omozigosi è dato dalla consanguineità. Essa si verifica accoppiando animali parenti tra loro con lo scopo di consolidare geneticamente i caratteri desiderati. Possiamo avere tre tipi di consanguineità:
1) stretta o "closebreeding": fratelli e sorelle - genitori e figli;
2) media o "linebreeding": nonni e bisnonni - zii e nipoti in comune;
3) larga: trisnonni e avi in comune.
Geneticamente avremo:
1) calo o depressione da inincrocio (eterozigosi);
2) Evidenza di caratteri recessivi dannosi;
3) Riduzione della variabilità genetica e aumento della somiglianza, incremento dell'omozigosi.
Specificatamente si ottengono: 
- conseguenze positive ossia: una maggiore omogeneità genetica, una maggiore differenziazione rispetto ad altre linee, la messa in evidenza di anomalie genetiche nascoste e consolidamento di caratteri desiderati (morfologici e comportamentali). 
-conseguenze negative: depressione da inincrocio, riduzione della fertilità, riduzione delle performance, poca resistenza alle infezioni e verso tutti gli altri fattori ambientali, modificazioni del comportamento.
Questi incroci vengono sfruttati negli allevamenti per migliorare le caratteristiche dell'animale, facendo incrociare i soggetti migliori di ogni generazione al fine di ottenere un "pool" genetico con le caratteristiche desiderate.
Praticando consanguineità stretta si avrebbe la fissazione del carattere che si desidera. Quando gli accoppiamenti sono fatti in consanguineità stretta (genitore-figlia, fratello-sorella) in allevamento si parla di "inbreeding" teso a ottenere il massimo aumento dell'omozigosi con conseguente impoverimento del patrimonio genetico. L'inbreeding fissa in modo imparziale i caratteri sia positivi sia negativi. Prima di effettuare qualsiasi tipo di inbreeding è opportuno avere una grande e profonda conoscenza della linea di sangue da cui provengono i soggetti con i quali si vuole effettuare consanguineità. 
Un esempio della consanguineità si può verificare nell'ambito della zootecnia: l'accoppiamento infatti fra animali appartenenti alla stessa famiglia, è una pratica di notevole importanza poiché permette di selezionare razze con caratteristiche particolari. Il mantenimento voluto o meno di un certo grado di consanguineità porta però inevitabilmente a diminuire il numero di riproduttori a volte in modo drastico. Gli accoppiamenti tra animali strettamente imparentati portano tendenzialmente a produrre prole più delicata e meno efficiente, soprattutto per caratteri a bassa ereditabilità quali ad esempio la prolificità e la resistenza alle malattie. 
Ecco perché sempre più spesso gli allevamenti sono colpiti da epidemie apparentemente inspiegabili nella loro aggressività se non per il fatto che i soggetti colpiti sono animali deboli e quindi più facilmente attaccabili da patologie che non riescono e combattere.

## Esempi di patologie autosomiche
La condizione di omozigosi, in particolar modo quella di tipo autosomico recessivo (aa) può essere associata alla comparsa nell'individuo della maggior parte delle patologie cliniche conosciute, spesso molto gravi.
La comparsa di tali malattie si ha solamente se il carattere in questione è presente in duplice copia (omozigosi). È noto che un gran numero di caratteri dell'uomo è determinato dall'omozigosi di alleli mutati, recessivi rispetto all'allele normale.
Tali alleli recessivi determinano fenotipi mutati a causa di una perdita di funzione del prodotto genico in conseguenza della mutazione.
Molte patologie derivano dall'omozigosi di alleli mutati recessivi. Un esempio tipico è quello dell'albinismo (mancanza di pigmentazione) causato da una mutazione autosomica recessiva. L'albinismo è un disturbo congenito ereditario che si presenta con l'assenza o la riduzione della melanina nella pelle, nei capelli, nei peli e negli occhi. Esistono vari tipi di albinismo, ognuno con una determinata frequenza nella popolazione campione. L'incidenza è di solo 1 su 17.000 persone. I genitori della maggior parte dei bambini affetti presentano una normale pigmentazione della pelle, dei capelli e degli occhi, conforme al proprio gruppo etnico di appartenenza, e non hanno una storia familiare di albinismo. 
La mutazione altera un gene che codifica per una tirosinasi, un enzima coinvolto nella conversione della tirosina a DOPA, dalla quale deriva il pigmento bruno della melanina. La melanina assorbe la luce nello spettro dell'ultravioletto (UV) e protegge la pelle dalle radiazioni UV. Gli albini non producono melanina, quindi hanno pelle bianca, capelli bianchi e occhi rossi con una elevata sensibilità alla luce. In genere, individui omozigoti per alleli mutati recessivi sono rari. La maggior parte degli individui affetti ha due genitori normali, entrambi eterozigoti. Il carattere compare in quanto è atteso che un quarto della progenie sia omozigote per l'allele recessivo. Se l'individuo malato si unisce con un individuo omozigote normale la progenie sarà costituita da eterozigoti che non esprimono il carattere. Pertanto i caratteri recessivi saltano spesso le generazioni.

### Sindrome di Tay-Sachs
I lisosomi sono organelli dotati di membrana che contengono 40 o più diversi enzimi digestivi, che catalizzano la degradazione di acidi nucleici, proteine, polisaccaridi e lipidi. Un certo numero di sindromi nell'uomo è causata da mutazioni in geni che codificano per enzimi lisosomiali. Queste sindromi, chiamate malattie lisosomiali da accumulo, sono generalmente causate da mutazioni recessive. La sindrome di questo tipo più conosciuta è la sindrome di Tay-Sachs causata dalla omozigosità per una mutazione recessiva rara di un gene sul cromosoma 15 nella posizione 15q23-q24.
Quando entrambi i genitori sono portatori del gene difettoso di Tay-Sachs, un bambino ha una probabilità del 25% di sviluppare la malattia. Il bambino deve ricevere due copie del gene difettoso, una da ogni genitore, per poter ammalarsi. Se solo un genitore trasmette il gene difettoso, il bambino è chiamato vettore. Non svilupperà la malattia, ma avrà la possibilità di trasmetterla ai propri figli. Chiunque può essere un vettore di Tay-Sachs, ma la malattia è più comune tra la popolazione ebrea ashkenazi. Circa un membro della comunità ashkenazita ogni 27 trasporta il gene della malattia di Tay-Sachs.
La malattia si verifica quando nel corpo manca l'esosaminidasi A, una proteina che aiuta ad abbattere sostanze chimiche trovate nel tessuto nervoso chiamate gangliosidi. Senza questa proteina i gangliosidi, in particolare il ganglioside GM2, si accumulano nelle cellule, soprattutto nelle cellule nervose del cervello. Nei bambini affetti l'enzima è inattivo e quindi vi è accumulo nelle cellule cerebrali del ganglioside non tagliato. Ciò causa diversi sintomi clinici: aumentata reazione ai suoni forti e presenza nella retina di una macchia color ciliegia, contornata da un alone bianco. A due anni di età i bambini sono praticamente paralizzati e la morte segue a tre o quattro anni, spesso per infezioni respiratorie. Al momento non è disponibile nessuna cura per questa malattia, ma dato che possono essere identificati i portatori, l'incidenza può essere controllata.

### Anemia falciforme
Una frequenza molto più elevata in campo di malattie autosomiche recessive è quella attribuita a un particolare tipo di anemia: l'anemia drepanocitica conosciuta più comunemente come anemia falciforme, questa malattia viene ereditata come mutazione per sostituzione di un singolo amminoacido nella catena polipeptidica della globina B.
Le mutazioni a carico del patrimonio genetico (geniche, genomiche, e cromosomiche), dovute a delezioni, duplicazioni, inversione, traslocazione o sostituzioni, possono essere in gran parte dovute, ma non solo, alla presenza o esposizione (in piante, animali o uomo) ad agenti mutageni quali radiazioni (UV, gamma, infrarossi) o agenti cancerogeni (caffeina, saccarina, aspartame, nicotina e agenti chimici).